# LGBT ở Việt Nam
Người LGBT ở Việt Nam bao gồm những người đồng tính luyến ái, song tính luyến ái và người chuyển giới. LGBT là cụm từ viết tắt các chữ cái đầu gồm Lesbian, Gay, Bisexual, và Transgender/transsexual people (những người đồng tính nữ, người đồng tính nam, người song tính và người chuyển giới trong tiếng Anh). Mặc dù hiếm có ghi nhận, đồng tính luyến ái trong thời kỳ cận đại của lịch sử Việt Nam từng được nhắc tới trong một số tài liệu. Từ cuối thập niên 2000, cùng với sự cởi mở hơn đối với giới LGBT ở các nước phát triển, LGBT ở Việt Nam bắt đầu được đề cập ở nhiều lĩnh vực. Từ năm 2013 đến 2017, tỷ lệ nhiễm HIV tăng ở nhóm nam có quan hệ tình dục đồng giới.

## Lịch sử
Từ trước thế kỷ 20, các hành vi đồng tính chưa từng bất hợp pháp trong lịch sử Việt Nam. Việc mặc quần áo khác giới cũng đã được ghi nhận trong văn hóa Việt Nam. Đàn ông ăn mặc và cư xử như phụ nữ được xem là điều cấm kỵ. Ở nông thôn, họ xem việc nam giới ăn mặc như phụ nữ là các thầy phù thủy hay được gọi là "đồng cô" ở miền Bắc và "bóng cái" ở miền Nam. Do chưa tiếp xúc được cái gọi xu hướng tính dục nên họ xem những người này có khả năng giao tiếp với các thế lực tâm linh. Trong Đại Việt sử ký toàn thư, năm 1351 đã có một người con gái ở Nghệ An biến thành con trai vào mùa thu. Trong giai đoạn thuộc Nhà Hậu Lê, Quốc triều hình luật đã quy định việc dân đinh tự thiến mình sẽ bị lưu đày; người thiến hộ, chứa chấp hoặc không tố cáo sẽ bị xử phạt; người tố cáo thì được trọng thưởng. Cuối Nhà Hậu Lê, Hồng Đức thiện chính thư đã ghi chép lại hai người phụ nữ đồng tính yêu nhau.
Trong sách sử có chép rằng vua Khải Định tuy có tất cả 12 bà vợ nhưng không thích gần đàn bà, và thích xem đàn ông đóng giả "đào" khi diễn tuồng.
Trong giai đoạn Pháp thuộc, một lính quân y người Pháp tên Jacobus X. đã miêu tả các hoạt động đồng tính tại Việt Nam. Ông cho rằng hiện tượng đồng tính luyến ái là do ảnh hưởng văn hóa của Trung Hoa và là một dấu hiệu của sự suy đồi đang dần dần biến mất do ảnh hưởng của Pháp. Ông cho rằng nếu người Pháp có hành động đồng tính, chẳng qua là chỉ để tránh gái mại dâm bị bệnh giang mai. Tuy nhiên, ông cũng miêu tả mại dâm nam giữa khách hàng là người Pháp hoặc người Trung Quốc và các trẻ em trai từ khoảng 7 đến 15 tuổi. Người bán dâm thường làm tình bằng miệng cho khách. Tình dục hậu môn ít xảy ra hơn vì kích cỡ dương vật của khách hàng Tây phương quá lớn so với hậu môn của những người bán dâm.
Trong thời Chiến tranh Việt Nam, tại Sài Gòn có 18 quán bar dành cho đồng tính nam và 3 quán bar dành cho đồng tính nữ. Nhiều khách hàng tại các quán bar đồng tính nam là thương gia ở tuổi trung niên và sinh viên dưới 20 tuổi, và rất ít người ẻo lả như phụ nữ. Có nhiều hộp đêm, quán cà phê và dịch vụ xông hơi dành cho khách hàng đồng tính. Nhiều trẻ em mồ côi hay nghèo đói do chiến tranh công khai mời mọc khách hàng tại các góc đường. Có ít nhất 4 tổ chức "trai gọi" cho khách hàng là thương gia Trung Quốc giàu có hay người nước ngoài (hầu hết là Pháp). Đối với lính Mỹ, các hoạt động này rất mạo hiểm vì quân đội Hoa Kỳ không cho phép và những người bị tình nghi là đồng tính sẽ bị đuổi ngay. Một số đám cưới đồng tính nữ đã từng diễn ra. Báo Saigon Daily vào cuối thập niên 1960 có đăng tin về một tổ chức "gái gọi" cho các phụ nữ Tây phương đi du lịch và phụ nữ thượng lưu ở Sài Gòn. Tổ chức này bị giải tán sau khi có chứng cớ là có liên quan đến trẻ em dưới 15 tuổi.

## Pháp luật
Hiện nay, không có luật cấm quan hệ tình dục đồng tính. Luật pháp Việt Nam đã chuyển đổi từ cấm hôn nhân đồng giới (Luật Hôn nhân và Gia đình năm 2000), sang "không thừa nhận hôn nhân giữa những người cùng giới tính" (khoản 2 Điều 8, Luật Hôn nhân và Gia đình năm 2014). Ngày 24 tháng 11 năm 2015, quyền chuyển đổi giới tính chính thức được hợp pháp hóa tại Việt Nam sau khi Bộ luật dân sự sửa đổi 2015 cho phép chuyển đổi giới tính và thay đổi nhân thân, hộ tịch sau chuyển đổi được Quốc hội thông qua. Năm 2022, Bộ Y tế Việt Nam ban hành Công văn 4132/BYT-PC về việc chấn chỉnh công tác khám bệnh, chữa bệnh đối với người đồng tính, song tính và chuyển giới, trong đó "không coi đồng tính, song tính, chuyển giới là một bệnh; không can thiệp, ép buộc điều trị đối với các đối tượng này, nếu có chỉ là hỗ trợ về tâm lý và do người có hiểu biết về bản dạng giới thực hiện". Mặc dù vậy, theo một số chuyên gia từ Hoa Kỳ, liệu pháp chuyển đổi được cho là vẫn còn tồn tại ở Việt Nam như Bệnh viện Tâm thần ban ngày Mai Hương ở Hà Nội và hệ thống Bệnh viện Quốc tế Vinmec với 7 cơ sở ở khắp Việt Nam. Các bệnh viện này cho rằng, đồng tính có hai dạng "đồng tính thật" và "đồng tính giả" với "đồng tính giả" là "có thể chữa khỏi".
| Hoạt động tình dục đồng giới hợp pháp                                                                                       | (Không bị cấm)                                                       |
| Tuổi đồng ý | Yes                                                                  |
| Luật chống phân biệt đối xử trong việc làm                                                                                  | No                                                                   |
| Luật chống phân biệt đối xử trong việc cung cấp hàng hóa và dịch vụ                                                         | / (Chỉ dành cho người chuyển giới)                                   |
| Luật chống phân biệt đối xử trong tất cả các lĩnh vực khác (bao gồm phân biệt đối xử gián tiếp, ngôn từ kích động thù địch) | No                                                                   |
| Hôn nhân cùng giới | No                                                                   |
| Công nhận các cặp vợ chồng cùng giới                                                                                        | No                                                                   |
| Người độc thân nhận con nuôi bất kể xu hướng tính dục                                                                       | Yes                                                                  |
| Nhận nuôi con riêng của các cặp vợ chồng cùng giới                                                                          | No                                                                   |
| Nhận nuôi con chung của các cặp vợ chồng cùng giới                                                                          | No                                                                   |
| Người đồng tính nam, đồng tính nữ và song tính được phép phục vụ công khai trong quân đội                                   | Yes                                                                  |
| Quyền thay đổi giới tính hợp pháp                                                                                           | (Từ 2017)                                                            |
| Quyền thực hiện phẫu thuật chuyển giới                                                                                      | (Từ 2017)                                                            |
| Đồng tính không còn bị xếp loại là bệnh                                                                                     | (Từ 2022)                                                            |
| Bản dạng chuyển giới không còn bị xếp loại là bệnh                                                                          | (Từ 2022)                                                            |
| Cấm liệu pháp chuyển đổi | / (Từ 2022) Chỉ nhân viên y tế bị cấm thực hành liệu pháp chuyển đổi |
| Truy cập IVF cho các cặp đồng tính nữ                                                                                       | Yes                                                                  |
| Mang thai hộ thương mại cho các cặp đồng tính nam                                                                           | (cấm bất kể xu hướng tính dục)                                       |
| MSM được phép hiến máu | Yes                                                                  |

## Nhân khẩu

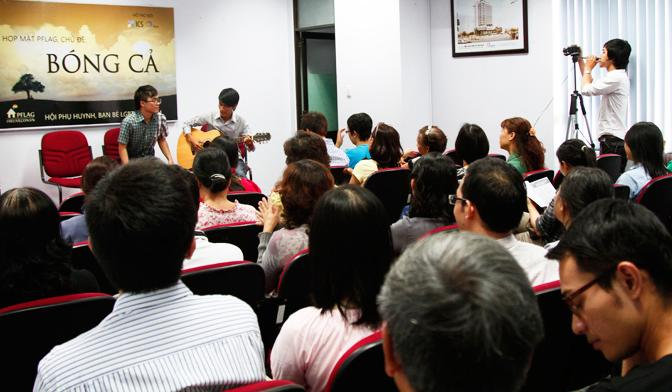
"Bóng cả", một hội thảo của PFLAG Việt Nam (Hội Phụ huynh Người Đồng tính, Song tính và Chuyển giới tại Việt Nam) tại Thành phố Hồ Chí Minh nhằm giúp các bậc phụ huynh hiểu thêm về cuộc sống của người đồng tính, cũng như kinh nghiệm ứng xử của cha mẹ đối với con cái trong vấn đề này.

Ở Việt Nam chưa từng có thống kê trên cả nước hoặc một vùng nào đó về số lượng hay tỉ lệ người đồng tính trong dân chúng cũng như những khía cạnh kinh tế, xã hội, văn hóa, sức khỏe của người đồng tính. Một số cuộc thăm dò quy mô nhỏ hoặc chỉ hướng tới một số đối tượng đã được thực hiện. Một cuộc thăm dò của trường Đại học Sư phạm Thành phố Hồ Chí Minh năm 2007 tiến hành trên 300 học sinh của ba trường Trung học Cơ sở và Trung học Phổ thông tại Thành phố Hồ Chí Minh cho thấy 42% học sinh cho rằng 1% học sinh trong trường mình là đồng tính, 2% học sinh cho rằng tỉ lệ này là 5%, 8% học sinh cho rằng 10%, còn 25% học sinh còn lại cho rằng nhiều hơn nữa.
Các tổ chức khác nhau đưa ra dự đoán hoặc ước tính số người đồng tính một cách khác nhau. Theo một báo cáo được công bố tại hội nghị khoa học kỹ thuật do Bệnh viện Da liễu Thành phố Hồ Chí Minh tổ chức vào ngày 26 tháng 9 năm 2006, chưa có những số liệu chắc chắn, đáng tin cậy về số lượng đồng tính nam ở Việt Nam. Tuy vậy, theo một nghiên cứu của bác sĩ Trần Bồng Sơn, số người đồng tính ước tính là khoảng 70.000 người (chiếm 0,09% dân số). Một nghiên cứu khác do tổ chức phi chính phủ CARE thực hiện ước tính Việt Nam có khoảng 50-125 ngàn người đồng tính, chiếm khoảng 0,06-0,15% dân số.
Về số lượng người chuyển giới, năm 2015 Bộ Y tế Việt Nam cho biết đã nhận được gần 600 hồ sơ cá nhân đề xuất sửa đổi giới tính mới sau khi họ đã thực hiện phẫu thuật chuyển giới.
Viện nghiên cứu Xã hội, Kinh tế và Môi trường từng hợp tác với Học viện Báo chí và Tuyên truyền đã thực hiện một cuộc thăm dò trực tuyến "Đặc điểm kinh tế, xã hội của nam giới có quan hệ tình dục đồng giới tại Việt Nam". Việc này được thực hiện bằng cách đăng tải bộ câu hỏi trả lời trực tuyến. Trên 5 diễn đàn dành cho người đồng tính Việt Nam có đăng liên kết đến bộ câu hỏi này. Số lượt nhấp chuột vào áp phích là 6.859, số lượt người đủ điều kiện tham gia (thỏa mãn các điều kiện là nam giới, sống tại Việt Nam, trên 18 tuổi và có quan hệ tình dục với nam giới trong vòng 12 tháng qua) là 3.231 người. Nhóm nghiên cứu phát hiện:
- Độ tuổi: chủ yếu từ 20-30.
- Cư trú: 60,66% tại Thành phố Hồ Chí Minh, 12,17% tại Hà Nội và còn lại là ở những tỉnh, thành khác.
- Trình độ: 67,99% có trình độ đại học, cao đẳng hoặc học trường dạy nghề, 10,15% có trình độ sau đại học, còn lại là trình độ cấp 1 đến cấp 3.[27]
- Tình trạng hôn nhân: chủ yếu chưa lấy vợ. Tỉ lệ dự định lập gia đình là 18,66%. Lý do lập gia đình là do áp lực gia đình, xã hội hoặc muốn có con.
- Tình trạng công khai: 64,25% hoàn toàn giữ bí mật hoặc gần như là bí mật về tình trạng đồng tính, 24,96% "lúc công khai lúc bí mật" và chỉ có 5,31% gần như là công khai và 2,49% hoàn toàn công khai.
- Lý do không tiết lộ thiên hướng tình dục: sợ xã hội kỳ thị (40,77%), sợ gia đình không chấp nhận (39.40%), sợ bị trêu chọc, bắt nạt (28,50%), sợ mất việc (9,79%).[27]

Tuy nhiên cuộc thăm dò này chỉ hướng đến một bộ phận trong cộng đồng người đồng tính ở Việt Nam đó là những người dùng internet và là nam có quan hệ tình dục với nam trong vòng 12 tháng.
Việc thống kê một cách đầy đủ và rộng khắp để đưa ra những số liệu đúng đắn về người đồng tính ở Việt Nam có ý nghĩa quan trọng trong hoạch định chính sách đối với người đồng tính cũng như tác động đối với xã hội nói chung. Tuy nhiên, việc thống kê này có nhiều khó khăn như sự khác nhau trong tiêu chuẩn xác định thế nào là đồng tính luyến ái, sự không công khai của người đồng tính và sự không quan tâm đầy đủ của chính quyền và xã hội.

## Xã hội

### Thuật ngữ
- Straight là người dị tính luyến ái. Gay là người đồng tính nam. Lesbian hoặc les là người đồng tính nữ.
- Bóng lộ là người đồng tính nam ăn mặc, cử chỉ như phụ nữ. Gay kín là người đồng tính nam có nam tính, và mọi người khó phát hiện là gay.
- Fem chỉ người đồng tính nữ có nữ tính và mọi người khó phát hiện là les. Butch là người đồng tính nữ có nam tính, cử chỉ điệu bộ giống đàn ông. Soft butch là từ để chỉ một dạng khác của người đồng tính nữ, có bề ngoài và cá tính mạnh mẽ nhưng ở mức độ chừng mực, không cố gắng hết sức nhằm loại bỏ những đặc điểm nữ tính của mình (như cố tình ép ngực, cắt tóc ngắn,...).
- Come out là hành động công khai cho mọi người biết mình là người đồng tính.
- Một cách bình dân mang tính xúc phạm (do sự thiếu hiểu biết của xã hội thời Pháp đô hộ), pê-đê có thể chỉ người đồng tính nam và ô môi có thể chỉ người đồng tính nữ.

Các từ đồng tính , song tính, chuyển giới, đa dạng giới là từ khoa học và mang tính trung lập song các từ pê-đê, xăng pha nhớt, bóng lộ, bóng kín, hai thì, hifi mang tính xúc phạm ít hoặc nhiều. Các thuật ngữ hay từ lóng còn lại chỉ phổ biến trong cộng đồng đồng tính. Cụm từ thế giới thứ ba mặc dù không mang tính xúc phạm và được dùng phổ biến bởi người dân và báo chí nhưng nó không có định nghĩa rõ ràng và thường để chỉ cộng đồng người đồng tính, song tính, người chuyển giới, đa dạng giới, queer, questioning (những người đang trong giai đoạn tìm hiểu về mình) một cách không phân biệt. (Nói thêm: Tuy "thế giới thứ ba" là một thuật ngữ phân chia địa lý nhưng nó vẫn bị người Việt Nam nhầm lẫn như một thuật ngữ để xếp những người LGBTQ+ vào một nhóm).
- Ngoài ra còn các từ ngữ như: ái nam con gái hay bán nam bán nữ cũng chỉ chung chung về những người LGBT và mang tính xúc phạm ít nhiều.
- Các từ Fem, Butch, Soft Butch giờ ít hoặc hiếm khi được sử dụng vì chưa thể hiện đúng định nghĩa về Lesbian.

### Thái độ

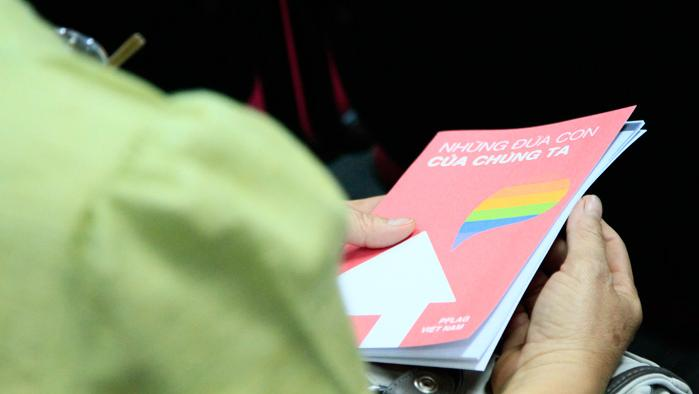
Một người đang đọc cẩm nang dành cho phụ huynh

Nhìn chung, ở Việt Nam, thái độ của xã hội đối với đồng tính luyến ái là kỳ thị ở các mức độ khác nhau hoặc không thể hiện thái độ rõ ràng như phớt lờ, không quan tâm. Một tỉ lệ rất nhỏ người dân có thái độ cởi mở với người đồng tính. Nhiều người bắt đầu kêu gọi nên có thái độ cởi mở hơn đối với người đồng tính. Chưa có ghi nhận nào về sự khuyến khích, cổ vũ việc đồng tính luyến ái.
Nghiên cứu của Viện iSEE về sự kỳ thị của người đồng tính nam tại Việt Nam cho thấy:
- 1,5% cho biết đã bị đuổi học khi bị phát hiện là người đồng tính.
- 4,1% bị kỳ thị về vấn đề nhà ở.
- 4,5% cho biết từng bị tấn công và bị đánh đập vì là người đồng tính.
- 15,1% cho biết bị gia đình chửi mắng vì là người đồng tính.

Theo tiến sĩ Marie-Eve Blanc, một giảng viên ở Đại học Montreal, Québec (Canada), người từng nghiên cứu về nguy cơ sức khỏe của nhóm hành vi nam có quan hệ tình dục với nam ở Việt Nam, đồng tính luyến ái chưa được quan tâm nhiều ở Việt Nam là do tư tưởng Khổng giáo. Theo Khổng giáo, người đàn ông nên lập gia đình và sinh con để nối dõi tông đường. Người đồng tính trẻ thường bị áp lực bởi gia đình là phải lập gia đình. Cha mẹ thường cảm thấy an tâm khi con trai họ đã lập gia đình. Nhưng sau khi lập gia đình, đồng tính luyến ái trở thành một bí mật và là cuộc sống riêng tư của mỗi cá nhân.
Nhiều người cho rằng đồng tính luyến ái là do ảnh hưởng lối sống của phương Tây. Tuy nhiên theo tiến sĩ Blanc, điều này không đúng. Ngoài ra, sự du nhập của đạo Cơ đốc càng làm cho thành kiến đối với người đồng tính càng nặng nề hơn. Hơn nữa, hầu như các nước Đông Nam Á đều có thành kiến nặng nề với người đồng tính trừ Thái Lan, đất nước không bị đô hộ bởi phương Tây trong quá khứ.
Nhiều người coi đồng tính luyến ái là không bình thường, thậm chí là bệnh hoạn đặc biệt là ở nông thôn. Hành vi âu yếm của hai người cùng giới có thể làm cho nhiều người cảm thấy ghê tởm. Nhiều bậc cha mẹ cảm thấy bị tổn thương, kinh ngạc, giận dữ, mắc cỡ hoặc hoang mang khi biết con mình đồng tính. Một số người tìm cách thay đổi con mình, trong khi một số người khác thì không quan tâm đến con nữa.
Tuy nhiên, một số ít người bắt đầu cho rằng đồng tính luyến ái không phải là bệnh. Thái độ của họ đối với người đồng tính có xu hướng cởi mở hơn. Một số nhà tư vấn tâm lý cũng khuyên mọi người nên có thái độ bình tĩnh, tìm cách thấu hiểu và hỗ trợ khi biết người thân hoặc bạn bè là người đồng tính, đặc biệt là cha mẹ khi biết sự thật về con mình. Cha mẹ cũng cần thời gian để dần dần chấp nhận việc này.
Trong cuộc thăm dò năm 2007 của Đại học Sư phạm Thành phố Hồ Chí Minh với 1 nhóm học sinh cấp 3, với câu hỏi "Người đồng tính luyến ái có xấu hay không?", hơn 80% học sinh trả lời là "không". Các học sinh này giải thích rằng vì đó là quyền tự do của mỗi người hoặc việc là người đồng tính không phải lỗi do bản thân người đó. Khi phát hiện trong lớp có bạn đồng tính, 72% học sinh khẳng định vẫn giữ mối quan hệ bình thường với bạn, kèm theo động viên (34%) và giữ kín bí mật cho bạn (35%), 2% học sinh cảm thấy khinh bỉ và 13% thấy sợ.
Vài chuyên gia tâm lý cho rằng giáo viên cần tôn trọng sự riêng tư của học sinh đồng tính và nên động viên họ để họ không tự đánh giá thấp bản thân, còn cha mẹ của những học sinh này cũng cần được cung cấp kiến thức về vấn đề này để tạo mối quan hệ gần gũi, thông cảm để họ không cảm thấy bị cô lập.
Phần lớn người dân chưa hiểu biết nhiều và đúng về đồng tính luyến ái. Nhiều người không phân biệt được những khái niệm người đồng tính luyến ái, người hoán tính/chuyển đổi giới tính, người lưỡng tính, người đa tính dục mặc dù đây là những khái niệm khác nhau. Hơn nữa, đa số cho rằng đàn ông nữ tính hoặc phụ nữ nam tính là những người đồng tính. Có bài báo chỉ ra việc hiểu sai của nhiều người và giải thích rõ ràng sự khác biệt của ba khái niệm này. Một bài báo nêu ra rằng những người đồng tính nam hiện nay thuộc ba nhóm chủ yếu: 70% có bề ngoài giống như những người đàn ông bình thường, khoảng 10% người ăn mặc, trang sức, tác phong như phụ nữ và khoảng 20% thuộc nhóm nằm giữa hai nhóm này. Bên cạnh đó, quan niệm cho rằng ngày nay càng có nhiều người đồng tính là do đua đòi cũng khá phổ biến. Tuy vậy, một bác sĩ cho biết ngày nay lượng người đồng tính dám thể hiện mình nhiều hơn không phải vì họ tăng lên mà chỉ vì cái nhìn của xã hội đã dần thông thoáng.
Một số vấn đề vi phạm pháp luật liên quan tới người đồng tính hay được đăng trên các báo trong khi đó những mặt tích cực chưa được biết tới vì nhiều lý do. Nhiều bài báo cho rằng tội phạm đồng tính đang gia tăng. Vài người lợi dụng mối quan hệ không công khai, để giết bạn tình là người đồng tính và cướp tài sản. Vài tờ báo đăng về hiện tượng mại dâm nam trong đó người mua dâm có thể là những phụ nữ trung niên hoặc người đồng tính nam. Vài vụ đã bị công an phát hiện. Đây là cách nhìn phân biệt đối xử do tội phạm có thể là bất cứ giới tính nào. Đồng thời, điều này có thể mang tính xúc phạm do không dùng đúng tên gọi của giới tính trên tiêu đề (đồng tính là cách gọi chung cho cả đồng tính nữ và nam). Những tin tức này có thể làm cho người dân đánh giá người đồng tính chỉ dựa trên một bộ phận trong cộng đồng này. Để có cái nhìn chính xác về các mặt pháp luật cần phải có những thống kê và nghiên cứu tỉ lệ phạm tội của người đồng tính và của người không phải là đồng tính cũng như những yếu tố đặc thù liên quan.
Điều tra quốc gia về "Quan điểm xã hội với hôn nhân cùng giới" được Viện Xã hội học (Viện Hàn lâm Khoa học - Xã hội Việt Nam) và Viện Nghiên cứu xã hội, Kinh tế và Môi trường (iSEE) công bố ngày 26/3/2014, cuộc điều tra được thực hiện tại 68 xã, phường thuộc 8 tỉnh, thành phố tại Việt Nam gồm: Hà Nội, Quảng Ninh, Nghệ An, Đà Nẵng, Đắk Lắk, TP.HCM, An Giang, Sóc Trăng với sự tham gia của 5.300 người dân:
- 90% người dân Việt Nam biết về đồng tính và 62% biết về việc sống chung như vợ chồng giữa hai người cùng giới tính.
- 30% người dân có quen ai đó là người đồng tính (họ hàng, bạn bè, đồng nghiệp, hàng xóm...).
- Khi được hỏi về một số quyền cụ thể được đề cập đến trong Luật Hôn nhân – Gia đình, có 56% người dân cho rằng cặp đôi cùng giới nên có quyền cùng nhận con nuôi và nuôi con, 51% ủng hộ quyền sở hữu tài sản chung, 47% ủng hộ quyền thừa kế tài sản.
- Đa số người dân cho rằng việc hợp pháp hóa hôn nhân cùng giới không ảnh hưởng đến gia đình (72,7%) hay cá nhân họ (63,2%).
- Về việc công nhận quyền sống chung giữa những người cùng giới tính, số người ủng hộ là 41,2% (hình thức sống chung theo dạng "kết hợp dân sự" hoặc "đăng ký sống chung như vợ chồng) và 33,7% ủng hộ việc hợp pháp hóa hôn nhân cùng giới.

### Truyền thông

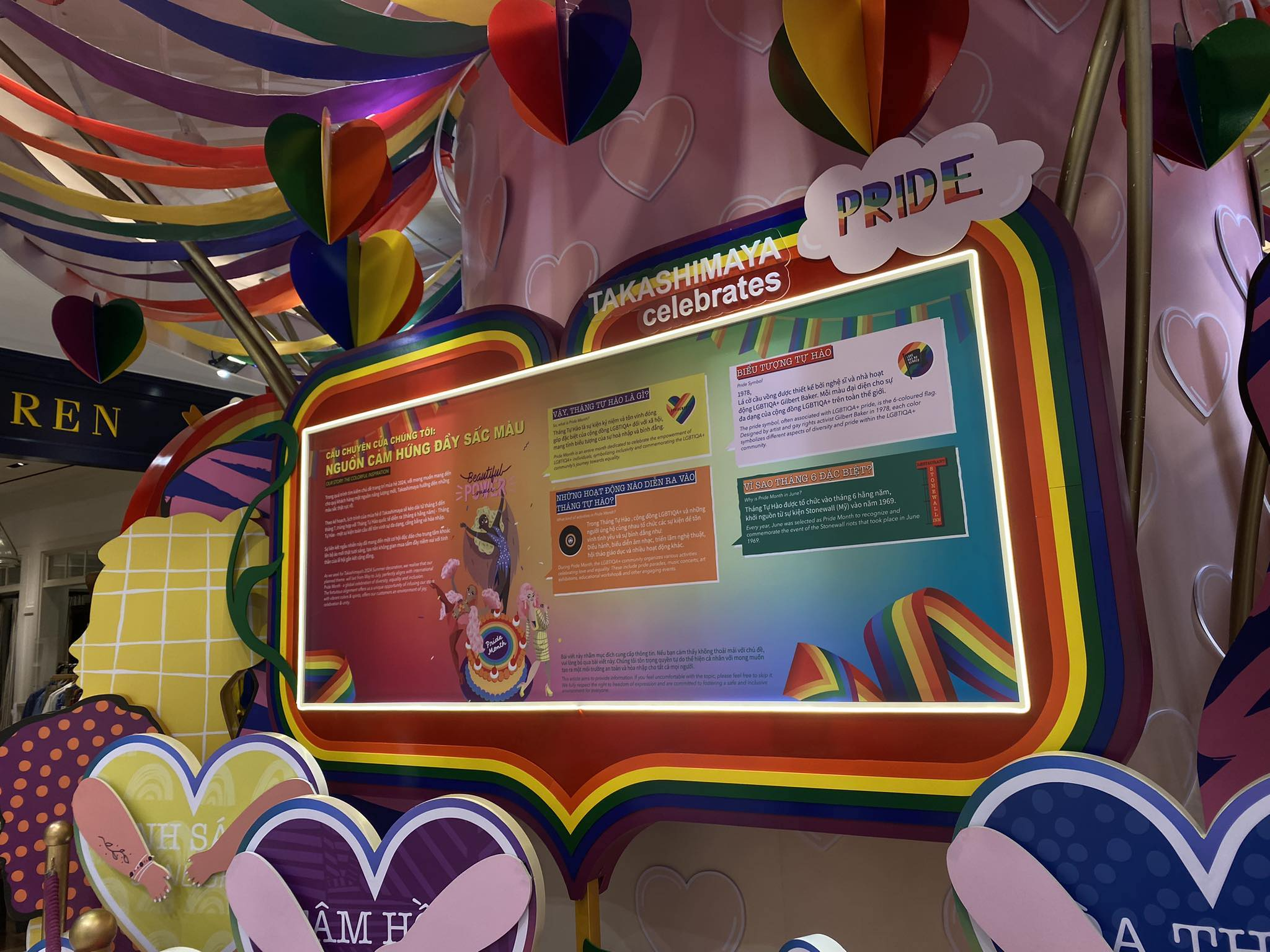
Tuyên truyền Tháng tự hào tại Thành phố Hồ Chí Minh năm 2024.

Định kiến đối với người đồng tính trên báo chí được cho là giảm theo thời gian mặc dù tỉ lệ kỳ thị còn cao. Năm 2009, Viện nghiên cứu Xã hội, Kinh tế và Môi trường cùng với Học viện Báo chí và Tuyên truyền, qua nghiên cứu hơn 500 bài báo thuộc bốn báo in và sáu báo mạng, cung cấp kết quả tỉ lệ kỳ thị chiếm 41%, không kỳ thị chiếm 18%, không xác định 41%. Tuy nhiên, cộng đồng đồng tính Việt Nam rất đa dạng, không như mô tả của hơn 500 bài báo này. Có người cho rằng các cơ quan truyền thông cần đăng tải những bài viết, hình ảnh "người thực việc thực".
Vấn đề đồng tính là chủ đề chính trong các bài báo chỉ chiếm tỷ lệ 1/3. Tỷ lệ 2/3 còn lại, đồng tính được nhắc đến như chủ đề phụ. Khi nói về những người nổi tiếng, đồng tính được sử dụng là chi tiết để gây sự chú ý cho người đọc cho thấy cách nhìn nhận vấn đề chưa đúng đắn. Điều này khiến xã hội có cái nhìn phiến diện về đồng tính luyến ái.
Rất ít bài báo đề cập đến nguy cơ hành vi tình dục của người đồng tính và nếu có đề cập, thông tin cũng mơ hồ và không đầy đủ. Nhiều bài viết thiên về quan niệm hành vi tình dục của người đồng tính là đáng lên án, lệch chuẩn, là ăn chơi đua đòi, sống trụy lạc. Quyền được kết hôn của người đồng tính được đề cập nhiều nhất. Các nội dung như quyền yêu và được yêu, có con, nhận con nuôi, quyền tiếp cận với các dịch vụ tư vấn thể hiện không nhiều trong các bài báo.
Một nhóm hơn 20 nhà báo có nhu cầu được mời dự lớp tập huấn, chia sẻ thông tin với chuyên gia tình dục học, nhà hoạt động xã hội trong ngoài nước cũng như gặp gỡ các tổ chức và cá nhân trong giới đồng tính. Mục đích là có kiến thức đúng, cập nhật về giới đồng tính để viết bài. Hoạt động này nằm trong dự án "Xây dựng hình ảnh tích cực của những người đồng tính, người lưỡng giới và chuyển giới tại Việt Nam" do iSEE thực hiện - Quỹ Ford tài trợ, kéo dài đến tháng 9 năm 2009.
Viện nghiên cứu xã hội, kinh tế và môi trường (iESS) và Khoa xã hội học - Học viện Báo chí và Tuyên truyền đã kết hợp tiến hành một nghiên cứu quy mô về: "Thông điệp truyền thông về đồng tính luyến ái trên báo in và báo mạng". Nghiên cứu đã tổng hợp 502 bài báo nói về đồng tính đăng trên 4 báo in gồm Thanh niên,Tuổi trẻ, Tiền phong, Công an nhân dân, và 6 báo mạng gồm VnExpress, VietNamNet, Dân trí, ngoisao.net, cand.com.vn, giadinh.net.vn, đăng tải vào năm 2004, 2006 và 2 quý đầu năm 2008. Nghiên cứu kết luận những thông điệp khách quan, khoa học sẽ giúp cộng đồng hình thành nhận thức đúng và hành vi chuẩn mực đối với nhóm xã hội này, ngược lại những thông điệp mang định kiến hoặc thiếu tính khoa học về người đồng tính có thể tạo ra hay củng cố những nhận thức sai lệch và thái độ kỳ thị. Các kết quả chủ yếu như sau:
- 79% những bài báo kể về người đồng tính ở thành thị, trong khi chỉ có 4% số bài nói về người đồng tính ở nông thôn. Điều này có thể khiến người đọc suy nghĩ thiếu căn cứ rằng tỷ lệ người đồng tính ở đô thị cao hơn nông thôn. Thực chất, người đồng tính ở nông thôn thường có xu hướng giấu kín khuynh hướng tình dục của mình hơn.
- 80% số bài báo nói về người đồng tính ở tuổi thanh niên, trong khi các nhóm tuổi khác rất ít. Điều này khó tránh khỏi những lý giải không thoả đáng nghiêng về lối sống và văn hóa của giới trẻ hơn là xem xét bản chất vấn đề.
- 3/4 số bài nói về người đồng tính nam, trong khi chỉ 1/4 số bài về người đồng tính nữ khiến nhóm đồng tính nữ ít được chú ý hơn nam. Thực chất nhóm đồng tính nam thường có xu hướng lộ diện hơn còn nhóm đồng tính nữ có xu hướng giấu kín hơn.
- Tỷ lệ lớn chỉ nói về người đồng tính trong lĩnh vực nghệ thuật, có thể gây ấn tượng sai lầm cho rằng người đồng tính tập trung trong giới nghệ thuật. Thực chất người đồng tính có trong mọi lĩnh vực ngành nghề nhưng người hoạt động nghệ thuật thường công khai xu hướng tình dục (come out) nhiều hơn. Trong một khảo sát của iSEE, người đồng tính trong lĩnh vực nghệ thuật chỉ chiếm thứ hai (13,5%), sau nhóm làm trong lĩnh vực dịch vụ khách hàng (18%) và chỉ nhỉnh hơn nhóm nghiên cứu và khoa học kỹ thuật (11,4%).
- Các khái niệm liên quan đến đồng tính bị sử dụng nhầm lẫn: như quy khái niệm "chuyển giới" về khái niệm "đồng tính", nhầm lẫn bản chất của "định hướng tình dục", "bản dạng tình dục" và "hành vi tình dục"... có thể cung cấp kiến thức sai và gây hiểm nhầm cho xã hội.
- Nhấn mạnh quá mức hoặc phiến diện về nhu cầu tình dục của người đồng tính: Mô tả người đồng tính là nhóm có nhu cầu tình dục lớn, không kiềm chế được bản năng tình dục hoặc thỏa mãn tình dục bằng mọi giá; quan hệ tình dục với trẻ em; bạo dâm… từ đó có thể tạo ra định kiến xã hội rằng tình dục đồng tính là đáng lên án, đáng ghê tởm, không an toàn, là lối sống trụy lạc. Trong khi nhu cầu tình dục của người dị tính được xem là bình thường và đương nhiên thì nhu cầu tình dục và hành vi tình dục của người đồng tính bị xem như một hiện tượng bất thường, khó chấp nhận, thậm chí đáng ghê tởm.
- Mô tả thiên lệch mối quan hệ của người đồng tính: Chủ yếu viết về người đồng tính tìm kiếm bạn tình qua các kênh như mạng internet, câu lạc bộ, quán bar, cà phê, vũ trường, hộp đêm, mát-xa, công viên, đứng đường… đã bổ sung thêm cho định kiến về nhóm đồng tính là nhóm ăn chơi, buông thả, nhân cách không tốt. Nhiều bài thể hiện nhóm đồng tính như những người có nhiều bạn tình một lúc và thay đổi liên tục, hoặc mối quan hệ chỉ chóng vánh không bền vững... Thực chất tình yêu của người đồng tính giống người dị tính nhưng thường không được xã hội và gia đình thừa nhận và ủng hộ, khi gặp khó khăn không ai chia sẻ cảm thông, nên việc duy trì tình yêu và mối quan hệ bền vững đối với người đồng tính là khó khăn hơn nhiều.
- Mô tả chân dung người đồng tính với nhân cách hay đạo đức không tốt: Gắn các bài liên quan đến tội phạm, tệ nạn xã hội giết người, ma túy, mại dâm... trong đó thủ phạm hoặc chủ thể của tệ nạn là người đồng tính để cập nhân cách đạo đức của người đồng tính.
- Các nhu cầu của người đồng tính được đề cập thiếu khách quan, các quyền của người đồng tính không được nhắc đến: Trong khi nhu cầu tình dục bị nhấn mạnh quá mức tạo ra định kiến thì các nhu cầu khác như: nhu cầu yêu và được yêu, nhu cầu kết hôn và có con, nhu cầu khẳng định bản thân và được người khác tôn trọng… không được quan tâm đúng mức. Ví dụ, nhu cầu con cái của người đồng tính chỉ được nhắc đến trong 25 trên tổng số 502 bài...
- Quan hệ gia đình và xã hội của người đồng tính ít được quan tâm.

Nghiên cứu đã chỉ ra các cách thức đưa tin đã tạo ra hình ảnh sai lệch về người đồng tính:
- Sử dụng ngôn ngữ làm tăng định kiến với nhóm đồng tính:

Nhóm ngôn ngữ tích cực chỉ xuất hiện ở một phần ba trong tổng số các bài được đưa vào nghiên cứu. Một số bài báo còn sử dụng các ngôn ngữ tạo kỳ thị trong nội dung hoặc tiêu đề để gây sự hiếu kỳ, giật gân, câu khách như: pêđê, bóng/bóng lộ/bóng kín; thế giới thứ 3/giới tính thứ 3; chuyển giới; trai xịn, xăng pha nhớt, hai thì, hifi, đa hệ, dân gay, đồng cô, lưỡng tính, tám vía, má mì, đồng cô bóng cậu, bống, ômôi, bướm, trai gọi đồng tính... Một số tác giả sử dụng ngôn ngữ chỉ sự thấp hèn, hàm chứa sự coi thường và chế nhạo người đồng tính. Một số nhà báo sử dụng ngôn ngữ nhân đạo, thương cảm, thông cảm, thương hại khi viết về người đồng tính.
Việc báo chí lạm dụng ngôn ngữ giật gân nhằm thu hút công chúng làm phương hại đến hình ảnh của người đồng tính, gây ra cách hiểu không đúng và định kiến xã hội đối với nhóm người này.
- Cố gắng giải thích nguyên nhân của đồng tính:

17% bài viết đề cập đến nguyên nhân đồng tính lại cho rằng đồng tính là do đua đòi, để thể hiện sự sành điệu mà làm "đồng tính giả", bị "tuột không phanh" và cuối cùng thành "đồng tính thật"... tạo sự xa lánh, hiểu lầm và kỳ thị với người đồng tính. Tồn tại 2 nhóm cố gắng tìm cách lý giải nguyên nhân đồng tính chia theo 2 hướng chủ yếu: hướng y – sinh học xem đồng tính là bẩm sinh, và hướng y – xã hội xem đồng tính là do lây lan, đua đòi, vì tiền, vì bối cảnh sống, vì có "căn quả" v.v... Hướng thứ nhất coi đồng tính là bẩm sinh nhưng lại hướng công chúng thông cảm với tình cảnh của nhóm không may mắn. Hướng thứ hai khắc họa đồng tính là nhóm lệch chuẩn, bị lên án, cần hạn chế và ngăn chặn. Cả hai hướng lý giải như trên đều không thoả đáng với người đồng tính và tạo ra những định kiến, kỳ thị với nhóm này.
- Khắc họa chân dung người đồng tính dựa trên khuôn mẫu giới:

Khắc họa người đồng tính qua lăng kính, chuẩn mực của người dị tính hoặc mô tả đặc điểm giống người chuyển giới, tạo cho công chúng hình ảnh sai lầm và phiến diện, làm mất đi sự phong phú đa dạng về tâm lý – xã hội của người đồng tính.
- Mức độ kỳ thị trong nội dung các bài báo còn khá cao:

Nhóm đồng tính bị hạ thấp giá trị so với nhóm dị tính trên cơ sở những khác biệt so với chuẩn mực của nhóm dị tính. 41% tổng số các bài báo được đưa vào nghiên cứu vẫn chứa đựng yếu tố kỳ thị ở các khía cạnh.
Trên cơ sở đó, nghiên cứu đã đưa ra những khuyến nghị với các nhà làm truyền thông:
- Tìm hiểu và bồi đắp các kiến thức khoa học về định hướng tình dục, bản dạng giới.
- Cẩn trọng khi sử dụng ngôn ngữ: Tránh sử dụng ngôn ngữ gọi tên với hàm ý hạ thấp, coi thường, ngôn ngữ giật gân, câu khách, đấu tranh đạo đức - tệ nạn xã hội, ngôn ngữ về nỗi sợ hãi…, là các nhóm ngôn ngữ thiếu tích cực. Thay vào đó sử dụng ngôn ngữ tích cực để mô tả những người đồng tính một cách khách quan, bình đẳng và tôn trọng.
- Tiếp cận vấn đề với ý thức tôn trọng sự đa dạng và khác biệt: Tránh dùng chuẩn mực của nhóm dị tính để so sánh và hạ thấp giá trị của nhóm đồng tính, loại bỏ các định kiến và khuôn mẫu để mô tả chân thực sự đa dạng về tâm lý xã hội của nhóm người đồng tính...
- Đề cao sứ mạng của truyền thông với xã hội: Phản ánh chân thực đời sống của người đồng tính, xóa bỏ định kiến và hướng đến một xã hội tự do, bình đẳng.

Khái niệm đồng tính giả khá phổ biến ở Việt Nam. Tuy nhiên theo các nhà nghiên cứu Colby, Cao và Doussantousse, tại Việt Nam có rất ít nghiên cứu về đồng tính luyến ái. Trước sự xuất hiện của HIV/AIDS tại Việt Nam đầu thập niên 1990, có rất ít thông tin về đồng tính luyến ái. Theo bác sĩ Trần Bồng Sơn, nhà giới tính học nổi tiếng nhất tại Việt Nam, có hai loại người đồng tính: thật và giả. Những người đồng tính thật là những người đồng tính bẩm sinh, và số người này rất hiếm. Theo ông, hầu hết những người đồng tính là "giả", bị bạn bè rủ rê hoặc muốn để thử nghiệm các lối sống mới, nhưng cuối cùng cũng sẽ trở về lối sống trước đó. Sau trao đổi ý kiến với ông Sơn, các nhà nghiên cứu Colby, Cao và Doussantousse cho rằng quan điểm đó thiên về ý kiến cá nhân của ông Sơn hơn là từ các nghiên cứu hay dữ liệu. Tuy thế, vì bác sĩ Sơn có nhiều ảnh hưởng và các tác phẩm của ông được biết tới rộng rãi, quan điểm này được phổ biến tại Việt Nam và được xem là đúng.
Báo chí Việt Nam có những bài báo nói về thực trạng đồng tính nữ "theo phong trào" trong học đường. Những học sinh nữ này đều có hoàn cảnh éo le, gia đình không hạnh phúc, sức học yếu. Ngay trên mạng xã hội, nhiều nữ sinh cũng tham gia vào những diễn đàn "đấu tranh" cho việc kết hôn đồng tính, có em còn đăng nguyên ảnh thừa nhận mình là đồng tính nữ hoặc công khai những tấm ảnh hôn hít với bạn cùng giới dù thật sự các em không phải là người đồng tính. Phần lớn các cặp đồng tính nữ này sau thời gian ngắn thì chia tay và quay sang yêu người nam. Theo các chuyên gia tâm lý, sự xuất hiện nhiều cặp "đồng tính nữ giả" chủ yếu do một số nguyên nhân: Sự xuất hiện một số trang web, Facebook tạo nên một hiệu ứng xã hội về xu hướng sống mới, có một số bạn bị bạn bè rủ rê tham gia và trở thành nạn nhân của xu hướng sống mới này. Những em bị lôi cuốn bởi bạn bè của mình có rất nhiều xung đột từ chính bản thân của mình khiến cho các em trở nên cô đơn, dẫn đến sự "nổi loạn" về tâm lý được biểu hiện ra bằng những hành vi đồng tính.

## Đời sống

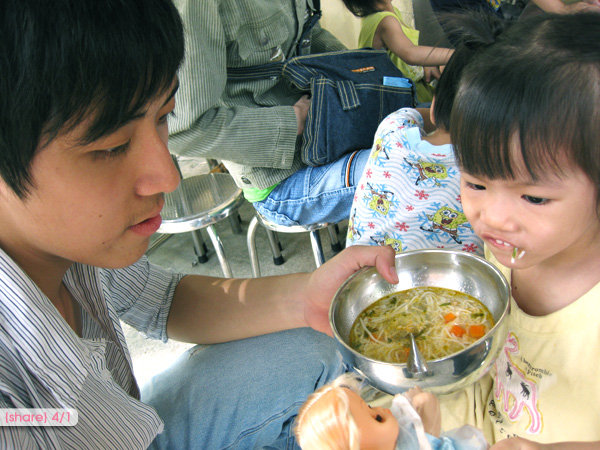
Một thành viên diễn đàn Táo Xanh đang chăm sóc một em nhỏ trong chuyến tình nguyện tại Trung tâm nuôi dưỡng bảo trợ trẻ em Tam Bình, quận Thủ Đức, Thành phố Hồ Chí Minh, nơi có nhiều trẻ nhiễm HIV bị bỏ rơi.

Tùy thuộc vào mức độ công khai và sự cởi mở của mình mà người đồng tính có cách sống khác nhau. Nhiều người đồng tính gặp gỡ nhau ở các tụ điểm như vũ trường, karaoke, quán cà phê. Những người kín đáo hơn thường làm quen với nhau thông qua các diễn đàn trên internet. Từ đầu những năm 2000, các diễn đàn tiếng Việt trên internet dành cho người đồng tính bắt đầu xuất hiện và tăng dần về số lượng. Các hoạt động như tổ chức thi viết truyện, giao lưu giữa các thành viên, hoạt động từ thiện, radio online cũng thường được tổ chức ở một vài diễn đàn. Tuy nhiên, chỉ một số lượng rất nhỏ thành viên của các diễn đàn dám tham gia các cuộc gặp gỡ đông người. Ngoài ra, cũng có những người đồng tính có cuộc sống dị tính luyến ái và không có bất cứ liên hệ nào với người đồng tính khác.
Ở Việt Nam, mặc dù cũng có những mối quan hệ đồng tính bền lâu, những trường hợp như vậy khá hiếm. Một bài báo cho rằng có những mối quan hệ đồng tính kéo dài nhưng tỉ lệ mối quan hệ hơn 10 năm là thấp. Lý do được đưa ra là ít có ràng buộc chẳng hạn như không có hôn thú, con cái, hoặc bị lên án. Một tỉ lệ nhỏ các cặp đồng tính nữ có mối quan hệ lâu bền công khai sống chung. Việc công khai sống chung lâu dài ở đồng tính nam là rất hiếm. Một bộ phận người đồng tính nam lập gia đình với phụ nữ. Những người khác thì chọn cách sống độc thân.
Sự kỳ thị của cộng đồng không chỉ làm cho cuộc sống của những người đồng tính rất khó khăn mà còn có thể làm ảnh hưởng đến những người không phải là đồng tính và xã hội nói chung. Một chuyên gia tư vấn tâm lý nói rằng đa số những học sinh đồng tính thường có tâm trạng hoang mang, cô độc. Điều này có thể dẫn đến nguy hiểm. Họ có thể sa sút tinh thần, có thái độ bướng bỉnh, nhiều học sinh thường xuyên có ý định tự sát. Bên cạnh đó, vì lý do sợ xã hội kỳ thị, nhiều người đồng tính nam đã lập gia đình với phụ nữ và sinh con tuy nhiên họ không cảm thấy hạnh phúc và gây ra đau khổ cho người vợ của mình. Ngoài ra, vì không được xã hội công nhận, người đồng tính thường giấu mình. Mà như vậy càng làm tăng khả năng lây nhiễm HIV trong cộng đồng.
Tỷ lệ nhiễm HIV tăng rất nhanh ở nhóm MSM, từ 2012 - 2020 đã tăng hơn 5 lần, từ 2,3% lên 13,3%, vượt qua nhóm tiêm chích ma túy và mại dâm. Trong năm 2022, số ca nhiễm mới HIV trong nhóm MSM chiếm 47% tổng số ca nhiễm mới trên toàn quốc. Nguyên nhân của tỷ lệ mắc HIV cao của nhóm MSM là do quan hệ tình dục với nhiều bạn tình, tình dục tập thể, kiến thức tình dục hạn chế.

### Các tổ chức và hoạt động
Các tổ chức và hoạt động dành cho người đồng tính ở Việt Nam là khá hiếm và không đa dạng. Gần đây, một số câu lạc bộ dành cho MSM được thành lập như câu lạc bộ Hải Đăng ở Hà Nội, Ánh Sao Đêm ở Đà Nẵng, Muôn Sắc Màu ở Khánh Hòa, Bầu Trời Xanh ở Thành phố Hồ Chí Minh và Đồng Xanh ở Cần Thơ. Các câu lạc bộ này cung cấp cho những người nam có quan hệ tình dục với nam kiến thức cơ bản về HIV/AIDS và tình dục an toàn, cũng như giúp các thành viên có cơ hội chia sẻ khó khăn trở ngại để cùng tìm cách giải quyết. Ngoài ra còn có biểu diễn văn nghệ, thời trang, hài kịch lồng ghép với các chủ đề về HIV/AIDS hay đánh giá về hành vi tình dục. Người tham gia chủ yếu là các MSM, nhưng cũng có không ít người dân đến xem. Bên cạnh đó, vận động chính quyền, các tổ chức để cung cấp thông tin về cho người dân hiểu thêm về MSM để họ có cái nhìn thiện cảm hơn về MSM. Người tham gia cũng được tham vấn xét nghiệm HIV miễn phí, giấu tên. Là một trong những hoạt động hiếm hoi được tổ chức một cách công khai, cuộc thi Manstyle 2008 tìm kiếm nam vương của người đồng tính Việt Nam đã diễn ra vào tối ngày 20/12/2008 tại Thành phố Hồ Chí Minh.
Tháng 11 năm 2008, Viện nghiên cứu Xã hội, Kinh tế và Môi trường đã kết hợp với đại diện của một số diễn đàn internet dành cho người đồng tính như Tình yêu trai Việt, Táo xanh, Vườn tình nhân, và Bạn gái Việt Nam thành lập ra Nhóm kết nối và chia sẻ thông tin vì một hình ảnh tích cực của người đồng tính Việt Nam (ICS team-Information Connecting & Sharing). Tổng cộng, số thành viên của các diễn đàn này lên tới vài chục ngàn lượt người.
Theo báo điện tử của Đảng Cộng sản Việt Nam, trong hai ngày 22 và 23 tháng 4 năm 2009 tại Hà Nội, Viện nghiên cứu Xã hội, Kinh tế và Môi trường (ISEE) và Nhóm Kết nối và Chia sẻ Thông tin (ICS) tổ chức Hội thảo "Thúc đẩy và bảo vệ Quyền của cộng đồng LGBT". Tham gia Hội thảo có hơn 30 đại diện của các câu lạc bộ và website dành cho người đồng tính nam, đồng tính nữ, lưỡng tính và chuyển giới, cùng các nhóm hoạt động xã hội của nhóm MSM (nam có quan hệ tình dục với nam) trên cả nước. Cộng đồng LGBT (viết tắt của Lesbian, Gay, Bisexual và Transgender) bao gồm đồng tính nữ, đồng tính nam, song tính và chuyển giới.
Năm 2009, một Đường dây tư vấn ra đời với mục đích cung cấp thông tin và tư vấn tâm lý cho những người đồng tính nữ, gia đình hoặc bạn bè của họ, những người muốn tìm hiểu thêm thông tin về đồng tính.

### Công khai
Chỉ một tỉ lệ nhỏ người đồng tính công khai thiên hướng tình dục của mình, trong đó số người được công chúng biết đến công khai rất hiếm. Năm 2006, nhạc sĩ Thái Thịnh, chuyên gia trang điểm Nguyễn Hùng công khai mình là người đồng tính. Sau đó là ca sĩ Thiên Đăng. Nguyễn Hùng cho rằng "Tiếp theo, nên có những người lên tiếng nữa, nhất là trong giới nghệ sĩ, để xã hội thay đổi, giúp người đồng tính dễ thở hơn".
Trong cộng đồng người đồng tính Việt Nam, có nhóm người ủng hộ việc công khai thiên hướng tình dục, có nhóm người phản đối. Nhóm ủng hộ cho rằng không gì hạnh phúc hơn là sống với chính bản thân mình và việc giấu giếm chỉ khiến thêm đau khổ, dằn vặt, lúc nào cũng cảm thấy lo sợ. Những người phản đối thì cho rằng, người đồng tính không nên làm vậy bởi xã hội hiện nay vẫn còn nhiều định kiến và nếu công khai sẽ khiến họ mất mát nhiều thứ, đồng thời khiến người xung quanh cũng có cái nhìn khác về họ. Còn bản thân họ thì lại lo sợ sẽ làm gia đình đau khổ và chính bản thân cũng chịu áp lực cao từ người thân. Đa số trường hợp gia đình biết một người nữ là đồng tính là do bị "lộ chứ họ không chủ động công khai". Người đồng tính nữ rất ngại trước câu hỏi: "Bao giờ lấy chồng?" Ông Lê Quang Bình cho rằng: "Việc công khai hay không công khai là lựa chọn của mỗi người. Một người đồng tính khi công khai thì tùy thuộc vào hoàn cảnh và thái độ của mỗi người".
Người đồng tính có ở nhiều tầng lớp khác nhau, làm nhiều nghề khác nhau và có nhiều lối sống khác nhau. Nhiều người đồng tính thành đạt trong công việc. Nhiều bài báo cũng như nghiên cứu, thống kê tập trung vào những người đồng tính có hoạt động tình dục rộng rãi hoặc những người dễ dàng bộc lộ thiên hướng tình dục có thể làm nhiều người đánh giá sai hoặc có ác cảm với người đồng tính nói chung. Việc công khai thiên hướng tình dục của nhiều người là trí thức hoặc có địa vị trong xã hội hoặc ở nhiều tầng lớp, nghề nghiệp, lối sống khác nhau có thể làm cho người ta giảm bớt thành kiến hoặc ít ra có cái nhìn rộng rãi hơn về người đồng tính. Tuy nhiên, khi xã hội còn nhìn nhận đồng tính còn khá khắt khe thì người đồng tính trí thức hoặc có địa vị lại có xu hướng không công khai thiên hướng tình dục của mình. Người đồng tính trẻ ở Việt Nam cũng như ở các nước châu Á rất mong muốn có được một môi trường thân thiện đồng tính như một số nước ở phương Tây.

## Trong văn hóa đại chúng

### Văn học
Xuân Diệu, người được cho là ông hoàng của thơ tình Việt Nam, có bài Tình trai nói về mối tình đồng tính của hai nhà thơ người Pháp Rimbaud và Verlaine. Bài Em đi (1965) với lời đề tặng nhà thơ Hoàng Cát được viết với những lời thơ tha thiết khi chia tay Hoàng Cát vào Nam chiến đấu. Bài Biển mô tả tình yêu nồng nàn giữa hai hình tượng sóng biển và cát vàng cũng được cho là ngụ ý nói về Hoàng Cát (cát vàng). Hoàng Cát đã từng xác nhận "Tôi với anh Xuân Diệu có nhiều điều "Sống để dạ, chết mang đi". Nhưng tôi muốn nói với bạn rằng việc đàn ông yêu nhau là do cấu tạo thể chất chứ bản thân họ chẳng có tội tình gì". Có người cho rằng Xuân Diệu cùng với Huy Cận là hai nhà thơ đồng tính luyến ái. Huy Cận và Xuân Diệu từng sống với nhau nhiều năm. Theo hồi ký Cát bụi chân ai của Tô Hoài thì Xuân Diệu từng bị kiểm điểm về việc này.
Một thế giới không có đàn bà của nhà văn Bùi Anh Tấn là cuốn tiểu thuyết đầu tiên của Việt Nam viết về đề tài người đồng tính, đã nhận giải A cuộc thi viết tiểu thuyết và ký "Vì an ninh Tổ quốc, vì cuộc sống bình yên". Tuy nhiên, ở đoạn cuối của tác phẩm, hai nhân vật đồng tính yêu nhau đã chuyển sang yêu người khác giới. Bùi Anh Tấn đã xác nhận rằng đoạn cuối thực của anh đã bị cắt mất và đoạn của nhà xuất bản được thay vào. Trong các lần tái bản sau, ngoài đoạn kết do nhà xuất bản đưa vào, tác giả còn đưa vào thêm một đoạn kết với nội dung hai nhân vật nam chính cuối cùng vẫn không quên được nhau, và để cho độc giả tự lựa chọn kết thúc mình muốn. Ngoài ra anh còn viết Les–Vòng tay không đàn ông.
Một số tác phẩm khác về đề tài đồng tính là Bóng, tự truyện của Nguyễn Văn Dũng do hai nhà báo Hoàng Nguyên, Đoan Trang viết, 198X của Quỳnh Trang, Lạc giới của Thủy Anna, Không lạc loài, tự truyện của Thành Trung do nhà văn Lê Anh Hoài viết, Xin lỗi em, anh đã yêu anh ấy, tiểu thuyết và Chuyện tình của Lesbian và Gay của Nguyễn Thơ Sinh. Nguyễn Thơ Sinh tốt nghiệp cao học tư vấn tâm lý Đại học Bowie, Hoa Kỳ hiện đang làm việc tại Hàn Quốc.
Ở Việt Nam, đề tài đồng tính không bị cấm, nhưng trước đây người viết hay né tránh. Vì thiếu thông tin, nên hiểu biết của mọi người về người đồng tính này thường sa vào khía cạnh tiêu cực, đánh đồng giới đồng tính với sự sa đọa, bệnh tật, tệ nạn xấu xa. Hiểu sai dẫn đến ứng xử sai, khiến người đồng tính trở nên mặc cảm, sống co cụm.

### Điện ảnh và truyền hình
Một thế giới không có đàn bà của nhà văn Bùi Anh Tấn đã được dựng thành phim nằm trong loạt phim truyền hình Cảnh sát hình sự, tác phẩm chuyển thể ít nhiều đã phản ánh được những mâu thuẫn trong nội tâm, những bi kịch giới tính,, trước đó, Những cô gái chân dài được ghi nhận là bộ phim điện ảnh đầu tiên đề cập đến đề tài đồng tính. Trong bộ phim Cô gái xấu xí phần 2, nhân vật phụ Hùng Long được thể hiện như một người khá nữ tính nhưng là một người có tài năng và sống có tình cảm. Chơi vơi, phim nhựa đầu tiên của Việt Nam tham gia Liên hoan phim Venice, do Bùi Thạc Chuyên đạo diễn, có mô tả mối tình đồng tính kín đáo của hai nhân vật nữ.
Tuy nhiên, hầu hết các phim có nhân vật người đồng tính ở Việt Nam đều khai thác mẫu hình nhân vật này dưới "mô típ" những người có ngoại hình và tính cách ẻo lả giống đàn bà, hoặc có những hành vi theo đuổi những người đàn ông khác một cách lộ liễu và thiếu nghiêm túc, hay có những đức tính tiêu cực như chua ngoa, đanh đá..., thậm chí là "bệnh hoạn" nhằm mục đích gây cười và trở thành yếu tố "câu khách" cho bộ phim của mình. Tuy nhiên, việc này nhiều khi gây ra tác dụng ngược, làm cho khán giả thấy phản cảm và lố bịch, thậm chí "ghê sợ". Trong khi đó, việc phản ánh đúng cuộc sống thực tế, suy nghĩ và tình cảm, trăn trở và khát khao của những người đồng tính lại không được coi trọng một cách thấu đáo. Điều này đã góp phần khiến dư luận xã hội có cái nhìn sai lệch, thêm phần ác cảm và kỳ thị, thiếu tôn trọng đối với người đồng tính. Một số đạo diễn cũng thừa nhận thực tế này và cho rằng nên có những bộ phim thể hiện người đồng tính một cách đúng đắn và nghiêm túc hơn cho dù chỉ là vai phụ.
Những bộ phim như Những cô gái chân dài, Trai nhảy đều ít hoặc nhiều nói về đồng tính.
Những nụ hôn rực rỡ là một trong những bộ phim ca nhạc chiếu vào dịp Tết 2010, nội dung phim có đề cập đến nhân vật Tô Lâm, một nhân vật đồng tính vì sự kì thị của gia đình đã bỏ gia đình đi theo tiếng gọi của ước mơ là một diễn viên múa. Tô Lâm đã giúp đỡ cô chủ của mình và cuối phim đã được đền đáp xứng đáng bằng một nụ hôn với người mình yêu...
Cuối tháng 4 năm 2010, Bộ phim truyện nhựa Để Mai Tính đề cập một khía cạnh khá mới của chủ đề đồng tính. Bộ phim thành công bởi hình ảnh đẹp, cảnh quay chân thực và nội dung phim nhẹ nhàng, dựng theo tính hài hước, cảm thông và rất giàu tính nhân văn.
Phim Hot boy nổi loạn, hay Câu chuyện về thằng Cười, cô gái điếm và con vịt của đạo diễn Vũ Ngọc Đãng thể hiện sự thông cảm với giới đồng tính nhận được nhiều khen ngợi và được trình chiếu tại Liên hoan phim Toronto, Canada. Phim Cảm hứng hoàn hảo của đạo diễn Lê Dũng gây tranh cãi về kịch bản.

### Âm nhạc
Có một số bài hát được viết về tình yêu đồng tính trong đó Tình tuyệt vọng của nhạc sĩ Thái Thịnh, Chiếc bóng của nhạc sĩ Phương Uyên, và Tìm lại chính tôi là những bài được công khai là viết về đồng tính luyến ái.

### Nhiếp ảnh, hội họa
Tháng 7 năm 2007, tại Thành phố Hồ Chí Minh, họa sĩ Trương Tiến Trà giới thiệu 11 tác phẩm nằm trong dự án hội họa kéo dài 3 năm với tên là The Distorted Truth (Sự thật méo mó) lấy chủ đề chính những người đồng tính.
Tháng 10 năm 2009, triển lãm tranh với chủ đề Góc nói về người đồng tính nữ đã diễn ra tại 29 Hàng Bài, Hà Nội do diễn đàn bangaivn.net thực hiện dưới sự hỗ trợ của Trung tâm Nghiên cứu và Ứng dụng Khoa học về Giới - Gia đình - Phụ nữ và Vị thành niên (CSAGA) và Đại sứ quán Thụy Điển tại Việt Nam.
Cuối tháng 11 năm 2009, nhằm kỉ niệm một năm thành lập, iSEE và ICS đã tổ chức một chuỗi sự kiện đầu tiên của Việt Nam về người đồng tính. Triển lãm tranh với chủ đề Open-Mở được tổ chức từ ngày 27 đến ngày 29 tháng 11 năm 2009 tại Nhà Văn hóa Thanh Niên Thành phố Hồ Chí Minh. 56 tranh, ảnh, sắp đặt được trong triển lãm được cho là đậm tính nhân văn, gửi gắm tâm sự, ước nguyện, thể hiện khát vọng mở lòng, trải lòng và hòa nhập cộng đồng, xã hội của người đồng tính. Sáng 29 tháng 11 năm 2009, tại báo Tuổi Trẻ đã diễn ra buổi giao lưu cộng đồng người đồng tính với 85 đại diện các diễn đàn internet dành cho người đồng tính tại Việt Nam và gần 30 phóng viên các báo đài.
Triển lãm ảnh về người đồng tính bao gồm 120 bức ảnh về cuộc sống, những kỷ niệm buồn vui, câu chuyện tình yêu, tình dục hay những tâm tư tình cảm của người đồng tính được đưa ra công chúng tại nhà triển lãm 45 Tràng Tiền (Hà Nội) chiều ngày 21 tháng 11 năm 2011.
Bộ ảnh The Pink Choice của nhiếp ảnh gia Maika Elan, tên thật là Nguyễn Thanh Hải, đoạt giải nhất thể loại Contemporary Issues (Vấn đề đương đại) trong cuộc thi World Press Photo 2012. Tác giả trở thành người Việt Nam đầu tiên đoạt giải thưởng World Press Photo, một trong những giải thưởng danh giá nhất thế giới trong lĩnh vực nhiếp ảnh.

## Trong khoa học và nghiên cứu
Mặc dù rất cần thiết, chưa có nhiều nghiên cứu về đồng tính luyến ái ở Việt Nam. Theo ông Đinh Hường, Chủ nhiệm Khoa Báo chí, Trường Đại học Khoa học Xã hội và Nhân văn, hiện nay trong chương trình đào tạo chưa có bài giảng chuyên sâu về lĩnh vực này.
Ngày 25/2/2011 bộ phim tài liệu về đồng tính nữ đầu tiên tại Việt Nam có tên Đường nào đi tới biển (Which way to the sea?) do Trung tâm nghiên cứu và Ứng dụng Khoa học về giới-Gia đình-Phụ nữ và Vị thành niên (CSAGA) và Chương trình phim tài liệu tại viện Goethe Hà Nội sản xuất với sự giúp đỡ của diễn đàn Bạn Gái VN và tài trợ của Đại sứ quán Thụy Điển đã được trình chiếu tại rạp chiếu phim Cinematheque. Lần đầu tiên, những hình ảnh thật, những sinh hoạt đời thường của chính những người trong cuộc được đưa lên màn ảnh. Bộ phim là một chuỗi tự chuyện của 5 đôi bạn. Những cảm xúc, suy nghĩ, những mong muốn đưa ra trong bộ phim tài liệu cũng là những gì cộng đồng người đồng tính nữ muốn gửi gắm tới người xem.